# Пузинишкис (Игналинский район)
Пузинишкис (лит. Puziniškis) — деревня в восточной части Литвы, входит в состав Игналинского района. В 2011 году население Пузинишкиса составило 15 человек.

## География
Находится в юго-западной части района, расстояние до Игналины составляет 13 километров. Деревня расположена между озёрами Асалнай и Асальникштис в Аукштайтском национальном парке. К северо-западу от села расположен курган Пузинишкис .

## Демография
| 1905                           | 1923 | 1959 | 1970 | 1979 | 1989 | 2001 | 2011 |
| ------------------------------ | ---- | ---- | ---- | ---- | ---- | ---- | ---- |
| 29                             | 36   | 30   | 25   | 22   | 15   | 11   | 15   |
| Гистограмма динамики населения |      |      |      |      |      |      |      |